# Ивольск
Иво́льск (бел. Іво́льск) — деревня в Кривском сельсовете Буда-Кошелёвского района Гомельской области Белоруссии.

## География

### Расположение
В 25 км на юг от районного центра и железнодорожной станции Буда-Кошелёвская (на линии Жлобин — Гомель), 25 км от Гомеля.

### Гидрография
Река Иволька (приток река Уза).

## Транспортная сеть
Поблизости автодорога Жлобин — Гомель.
Планировка состоит из длинной, чуть изогнутой меридиональной улицы, которая в центре пересекается прямолинейной улицей, а с юга к ней присоединяются две прямолинейные короткие улицы. Застройка двусторонняя, деревянными домами усадебного типа. В 1987 году построены кирпичные дома на 50 квартир, в которых разместились переселенцы из загрязнённых радиацией мест после Чернобыльской катастрофы.

## История
Обнаруженные археологами два городища (1 км на запад от деревни, на левом берегу реки) свидетельствуют о заселении этой территории в далёком прошлом. По письменным источникам деревня известна с начала XIX века. С 1818 года находилась деревянная Преображенская церковь. Рядом с деревней был фольварк, хозяин которого, дворянин Барковский, владел в 1879 году 330 десятинами земли, ветряной мельницей и питейным домом. В 1883 году работали мельница, кирпичный завод, хлебозапасный магазин. По переписи 1897 года имелись церковь, винная лавка, школа грамоты. В фольварке — трактир. Действовала народное училище (открыто в 1902 году; в 1907 году 51 ученик). В 1909 году — 918 десятин земли, церковь, школа, казённая винная лавка, мельница, в Чеботовичской волости Гомельского уезда Могилёвской губернии.
С 8 декабря 1926 года — центр Ивольского сельсовета Уваровичского, с 17 апреля 1962 года Буда-Кошелёвского района Гомельского (до 26 июля 1930 года) округа, с 20 февраля 1938 года Гомельской области.
Действовали начальная школа, отделение потребительской кооперации, сельскохозяйственное кредитное товарищество. В 1929 году организован колхоз имени М. И. Калинина, работали нефтяная мельница, ветряная мельница, кузница, циркулярная пила.
Во время Великой Отечественной войны в боях около деревни погибли 8 советских солдат и 6 партизан (похоронены в братской могиле на юго-восточной окраине). На фронтах и в партизанской борьбе погибли 263 человека из деревень сельсовета. Память о погибших увековечивает, возведённая в 1973 году, стела с барельефной многофигурной композицией, доска с посвящением и 2 плиты с именами павших.
В 1959 году — центр колхоза имени М. И. Калинина, где размещались лесопилка, мельница, комбинат бытового обслуживания, механическая мастерская, средняя школа, Дом культуры, библиотека, фельдшерско-акушерский пункт, отделение связи, детский сад. В 1996 году открыта церковь.
В состав Ивольского сельсовета входили: до 1936 года посёлок Кривизна, Свашин; до 1938 года посёлок Галыда, до 1968 года посёлок Пашковский, до 1997 года посёлок Букалов. Все они в настоящее время не существуют.
До 16 декабря 2009 года — центр Ивольского сельсовета.

## Население

### Численность
- 2004 год — 167 хозяйств, 486 жителей.

### Динамика
- 1848 год — 50 дворов.
- 1883 год — 91 двор, 587 жителей.
- 1897 год — 134 двора, 798 жителей, в фольварке 2 двора, 12 жителей (согласно переписи).
- 1909 год — 163 двора, 934 жителя.
- 1926 год — 230 дворов, 1202 жителя.
- 1940 год — 504 жителя.
- 1997 год — 184 двора, 491 житель[2].
- 2004 год — 1 254 600  жителей

## Достопримечательность
- Воинское захоронение погибших в период Великой Отечественной войны

## Известные уроженцы
- П. С. Молчанов (род. 1(14).3.1902 — 24.2.1977) — советский актёр, народный артист СССР (1949), народный артист БССР, лауреат Сталинской премии СССР (1946). Награждён 3 орденами.
- А. А. Марков — генерал-лейтенант.